# Rekowo (gmina Wolin)
Rekowo (niem. Reckow) – wieś w Polsce położona w województwie zachodniopomorskim, w powiecie kamieńskim, w gminie Wolin, w pobliżu południowo-wschodniego brzegu jeziora Koprowo.
W latach 1975–1998 miejscowość należała administracyjnie do województwa szczecińskiego.